# 奥尔什维莱尔
奥尔什维莱尔（法語：Orschwiller，法語發音：[ɔʁʃvilɛʁ] ⓘ；德语：Orschweiler）是法国下莱茵省的一个市镇，属于塞莱斯塔-埃尔什泰因区。

## 地理
奥尔什维莱尔（48°14'29"N, 7°22'57"E）面积6.32 平方千米，位于法国大東部大區下莱茵省，该省份为法国大陆部分最东部的省份，是阿尔萨斯的一部分，今与上莱茵省组成了阿尔萨斯欧洲集体，其南至上莱茵省，西南接孚日省和默尔特-摩泽尔省，西接摩泽尔省，北与德国接壤，东侧沿莱茵河与德国相望。
与奥尔什维莱尔接壤的市镇（或旧市镇、城区）包括：金蔡姆、塞莱斯塔、列夫尔、圣伊波利特。
奥尔什维莱尔的时区为UTC+01:00、UTC+02:00（夏令时）。

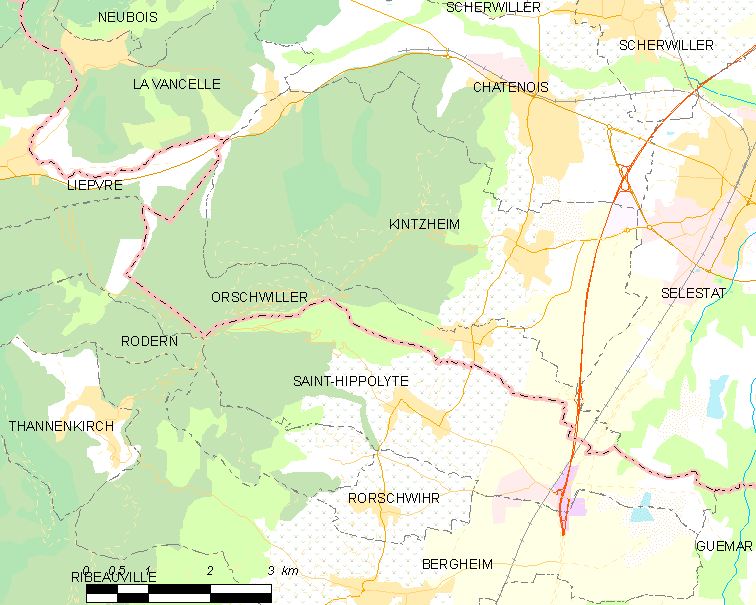
奥尔什维莱尔的OSM定位图

## 行政
奥尔什维莱尔的邮政编码为67600，INSEE市镇编码为67362。

## 政治
奥尔什维莱尔所属的省级选区为塞莱斯塔县。

## 人口

1962-2008年间奥尔什维莱尔人口变化图示

奥尔什维莱尔于2022年1月1日时的人口数量为627人。